# Olera
Olera [oˈleːɾa] (Oléra [oˈleɾa] in dialetto bergamasco) è una frazione del comune di Alzano Lombardo, in provincia di Bergamo.

## Geografia fisica

### Territorio

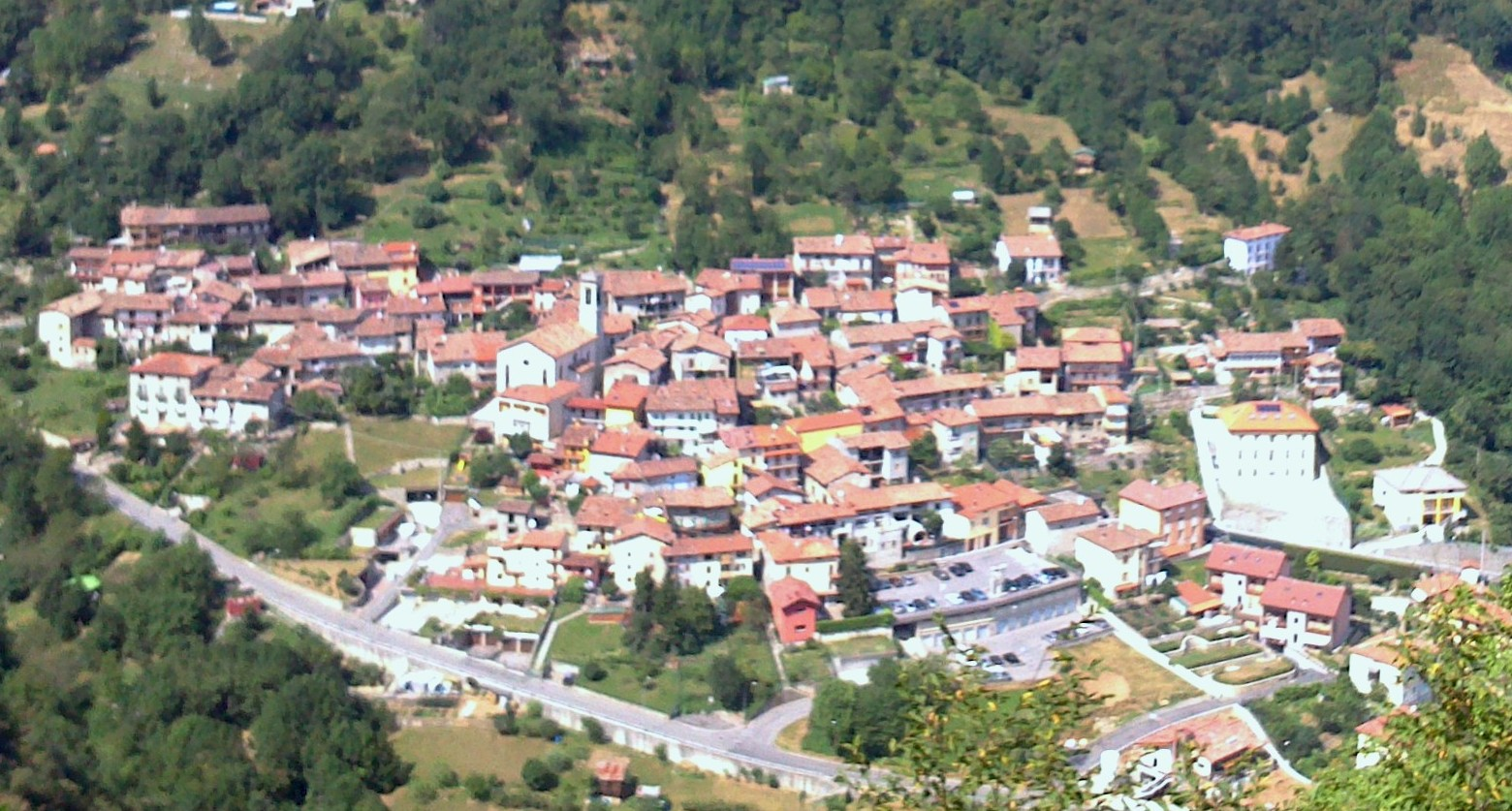
Panorama di Olera

Il borgo di Olera si trova in una piccola valle laterale, parallela alla valle del Nesa, che degrada dalle pendici del Canto Alto ed è compresa tra i monti Zuccone e Colletto, propaggini situate sul lato orografico destro della bassa val Seriana. 
Posto ad un'altezza di circa 520 m s.l.m., è collocato al confine con il territorio di Ponteranica.
Confina a Nord con i monti Canto Alto e Canto basso che lo dividono da Poscante, frazione di Zogno, e a Ovest con i monti Solino e Luvrida, che lo separano da Sorisole e Ponteranica. Ad Est è invece il monte Colletto a suddividerlo dal borgo di Monte di Nese, mentre a Sud-Est confina con la frazione alzanese denominata Busa.
La rete viaria è molto semplice ed è composta da una sola via d'accesso proveniente dal capoluogo di Alzano Lombardo, da cui dista circa cinque chilometri. È presente anche un'altra strada sterrata (Via Crucis) che, iniziando nella Località "Ca del Latte" di Ponteranica conduce al borgo. Questa strada è percorribile solo con auto di piccole dimensioni. Vi sono inoltre numerosi sentieri e mulattiere che collegano la località ai borghi vicini.
Per ciò che concerne l'idrografia numerosi sono i piccoli corsi d'acqua che bagnano il territorio: per lo più si tratta di torrenti che si gonfiano solo in seguito ad abbondanti piogge e che raccolgono le acque in eccesso provenienti dai monti circostanti. Tutti confluiscono nel principale, denominato Olera come il paese stesso, tributario del torrente Nesa, a sua volta affluente del Serio da destra.

## Storia

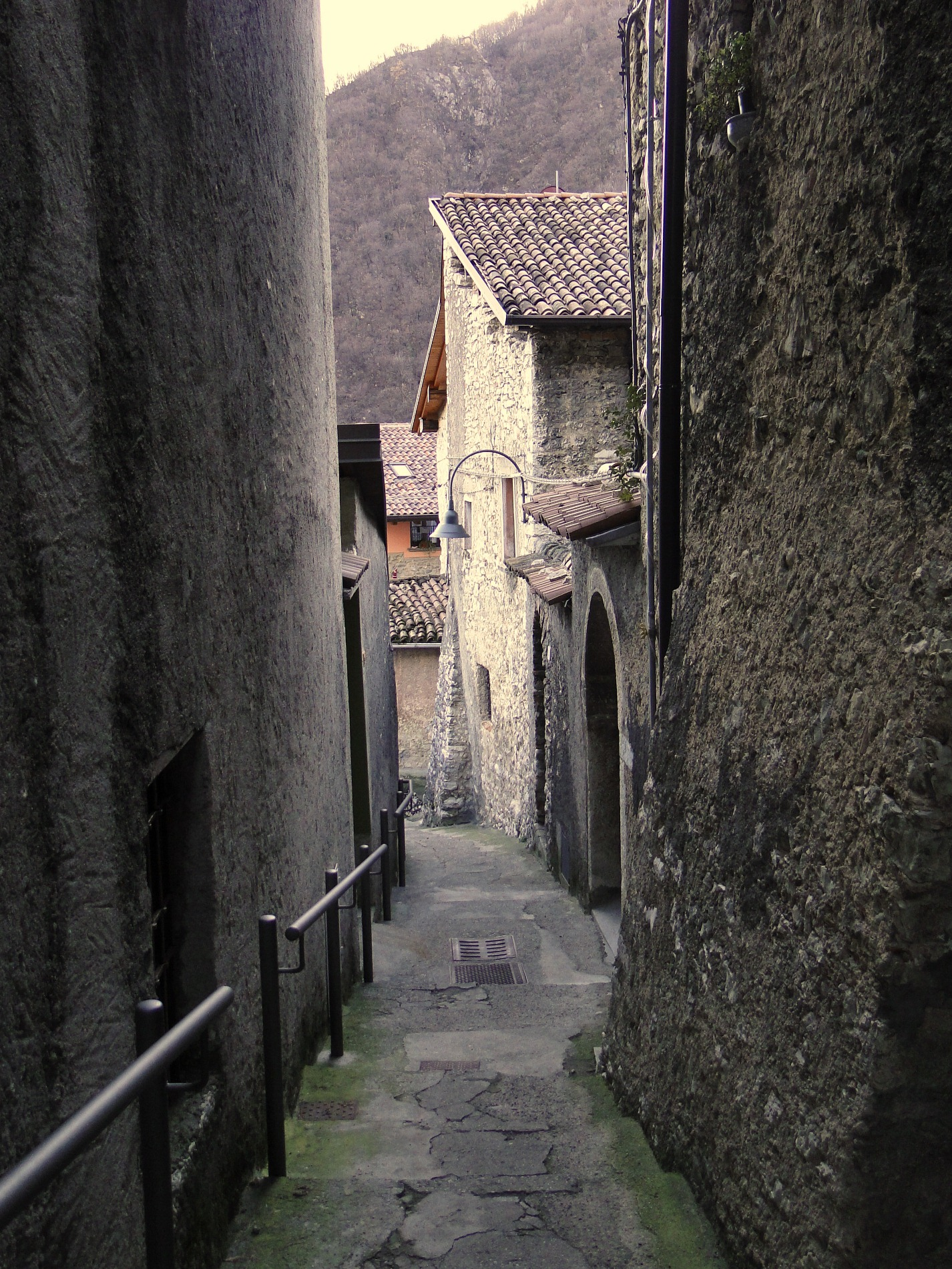
Scorcio del medievale centro storico

I primi insediamenti dovrebbero essere riconducibili al VI secolo a.C., quando in quest'area si stabilirono gli Orobi, popolazione di origine ligure dedita alla pastorizia, a cui si aggiunsero ed integrarono, a partire dal V secolo a.C., le popolazioni di ceppo celtico, tra cui i Galli Cenomani.
Tuttavia la fondazione di un vero e proprio nucleo abitativo dovrebbe risalire al II secolo a.C., quando il territorio fu conquistato dai Romani. I nuovi dominatori, dopo aver sottoposto il territorio a centuriazione, si dedicarono anche alla costruzione di strade che permettessero i trasporti nei loro domini: tra queste vi era anche la traccia che da Alzano percorreva la piccola valle di Olera ed in breve giungeva in val Brembana.
L'ipotesi della fondazione romana del borgo è suffragata dalla tesi che indica Olera come borgo posto in una posizione di controllo dei traffici diretti in val Brembana, situazione identica a quella di Brumano, altra frazione alzanese. Quest'ultima, posta all'imbocco della valle del Nesa, fu anch'essa interessata dal passaggio di una via di comunicazione diretta nella vallata solcata dal Brembo. Considerando che in una lapide del I secolo d.C. Brumano viene indicato come vicus, si può dedurre che anche Olera risalga al medesimo periodo.
Anche l'etimologia è riconducibile al periodo latino. L'ipotesi più accreditata vorrebbe far derivare il nome del paese dal sostantivo latino Olla, che sta ad indicare recipienti in pietra. Questi utensili infatti vennero costruiti per secoli dagli abitanti del borgo, ricavandone il materiale dai terreni limitrofi. Al nome è stata quindi aggiunta la desinenza –era, tipica del dialetto bergamasco che sta ad indicare il corrispondente italiano di spazio o luogo.
Un'altra teoria, sulla quale tuttavia pochi sono i riscontri, vorrebbe invece far derivare il nome da Olus, stante ad indicare una terra ricca di legumi.

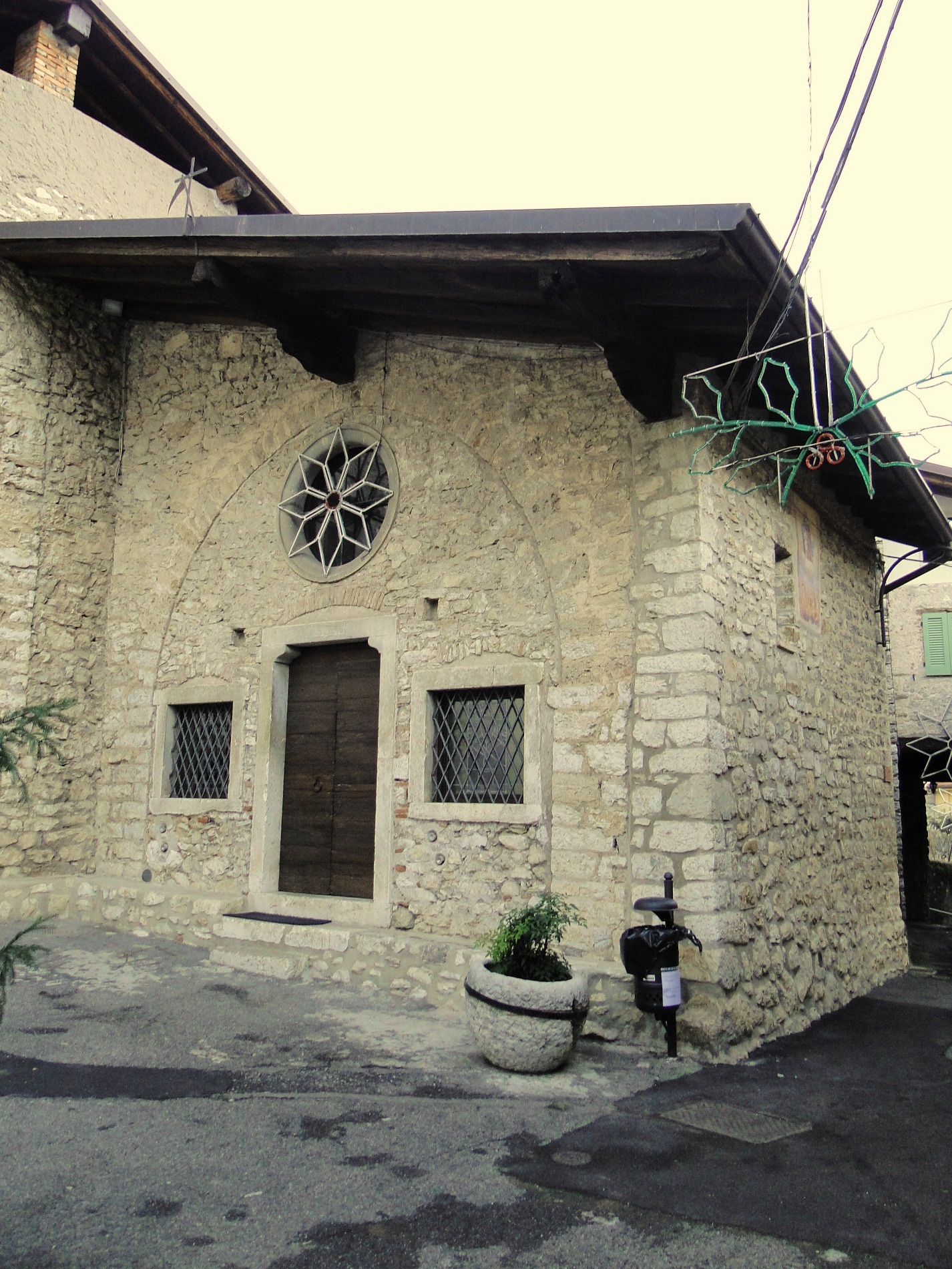
La vecchia chiesa della Santissima Trinità

Il primo documento scritto che ne attesta l'esistenza risale invece al 747, quando Rachis, re dei Longobardi, concesse ad un tale Limino il fondo regio di Sorisole, nel quale era incluso anche il borgo di Olera. Gli stessi terreni nel 772 furono quindi donati all'ospizio di san Cassiano, mentre nell'897 vennero infeudati al Vescovo di Bergamo, nell'ambito del Sacro Romano Impero.
Di notevole importanza sono anche i documenti risalenti al 1165 e 1229, entrambi custoditi presso la Biblioteca civica di Bergamo, che ribadiscono come il borgo fosse saldamente in mano alle autorità ecclesiastiche del capoluogo orobico.
Autorità che cominciò ad essere messa in discussione dal XIII secolo, tanto che già nel 1249 il Vescovo Alberto di Terzo rinunciò ai propri privilegi sulle terre poste attorno ai monti Solino e Canto Alto, tra le quali anche Olera. L'emancipazione comunale venne quindi sancita dagli statuti di Bergamo del XIII e XIV secolo, nei quali Olera viene citato come comune indipendente.
Verso la fine dell'età medievale il paese fu incluso nei confini del comune di Poscante che, pur se situato sull'opposto versante orografico del Canto Alto, era collegato ad Olera tramite sentieri utilizzati da viandanti e commercianti. Questi rientravano nella rete viaria conosciuta con il nome di via Mercatorum, che permetteva il passaggio di persone e merci dirette verso la val Brembana, in quei tempi difficilmente raggiungibile utilizzando gli impervi sentieri del fondovalle brembano.

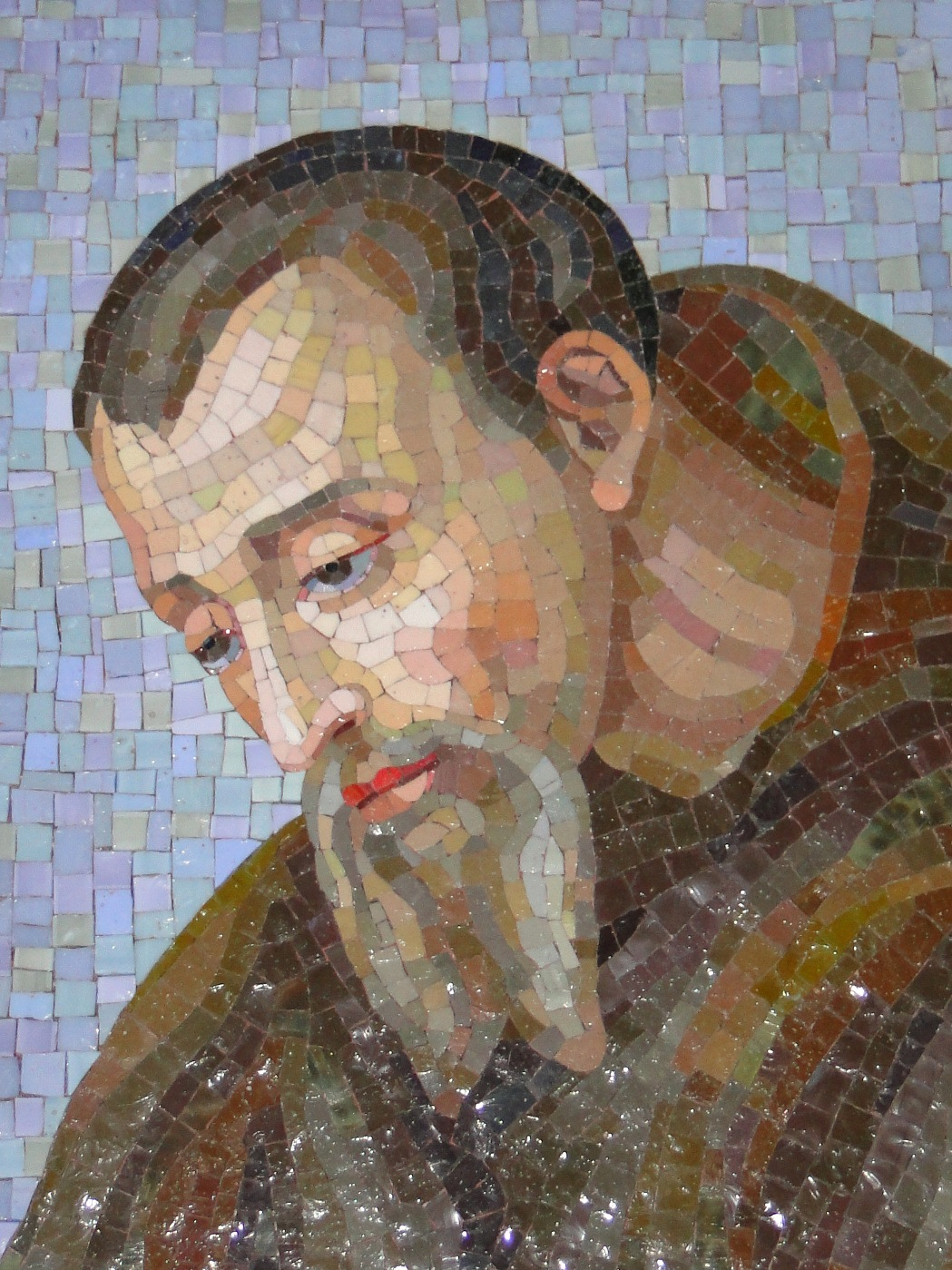
Fra Tommaso da Olera

Questa strada lastricata si sviluppava dalla città di Bergamo ed in breve arrivava ad Alzano, da cui si diramava una via secondaria al tragitto principale (che raggiungeva Nembro e saliva a Salmezza), che toccava Olera per giungere poi a Monte di Nese. Da qui i traffici seguivano altre due strade alternative: la prima scendeva direttamente a Poscante, la seconda si ricollegava a Salmezza da cui giungeva a Selvino e poi a Trafficanti (frazione di Costa Serina), ed infine a Serina. Da essa il territorio trasse notevoli benefici economici, come testimoniato dalla presenza nel borgo di una casa doganale.
Anche il centro del paese cominciò ad acquisire l'aspetto che ha tuttora: buona parte del merito va ad Alberto Acerbis, personalità di spicco nel panorama provinciale, tanto da essere eletto tra i savi della città con il compito di redimere le controversie tra guelfi e ghibellini. Questi, nel 1296 fece edificare la sua abitazione signorile unitamente alla chiesa, riorganizzando di conseguenza l'assetto urbanistico del borgo.

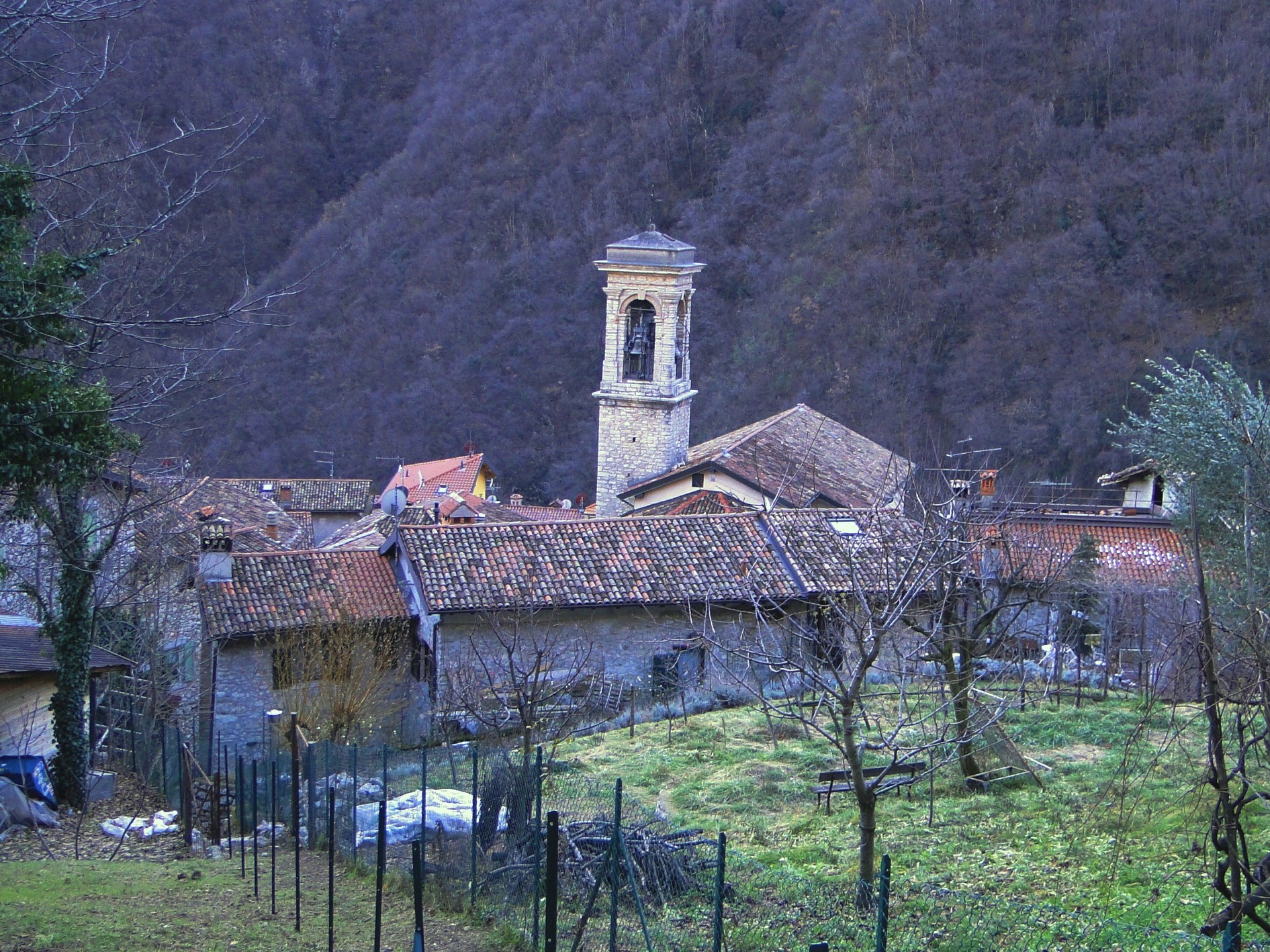
Scorcio di Olera

Nei secoli seguenti pochi furono gli spunti degni di nota che riguardarono il paese, se non quello di aver dato i natali a Tommaso Acerbis, frate cappuccino che svolse la sua opera caritatevole nel Veneto e nelle valli del Tirolo. Questi fu la guida spirituale dell'arciduca Leopoldo V d'Austria e della moglie Claudia de' Medici. Grazie all'apporto dell'arciduca e dell'amico Ippolito Guarinoni costruì la chiesa dedicata all'Immacolata a Volders (15 chilometri da Innsbruck) e considerata monumento nazionale austriaco. Nella sua opera scritta più importante, Fuoco d'amore (1682), parla dell'"alta sapienza dell'amore".
Non mancarono tuttavia gli eventi funesti: nel triennio tra il 1627 ed il 1629 una forte carestia mise a dura prova gli abitanti, a cui fece seguito la tremenda epidemia di peste di manzoniana memoria, che ebbe il suo apice nell'estate del 1630. A causa della malattia gli abitanti furono costretti a dare fuoco a gran parte delle case, compresa la parrocchiale ed il relativo archivio, per cercare di arginare la diffusione del morbo.
A livello amministrativo, Olera rimase legato al borgo brembano di Poscante fino al 1797 quando, contestualmente al passaggio dalla Repubblica di Venezia alla napoleonica Repubblica Cisalpina, riuscì ad ottenere la propria autonomia amministrativa. Autonomia revocata già nella successiva riorganizzazione territoriale del 1805, con conseguente riaggregazione a Poscante, da cui si staccò nuovamente nel 1816, anno in cui la zona passò sotto la dominazione austriaca del Regno Lombardo-Veneto.
Questa volta la vita del comune di Olera durò soltanto lo spazio di qualche mese, tanto che nel dicembre dello stesso anno venne nuovamente incluso nei confini del comune brembano. Tutto restò immutato fino al 1925 quando, dopo richiesta ufficiale perorata dagli stessi abitanti, Olera venne aggregata a Nese, più facilmente raggiungibile in caso di necessità. L'ultimo passo venne sancito nel 1939 quando, unitamente all'intero comune anesiate, passò ad Alzano Lombardo.

## Luoghi d'interesse

La chiesa parrocchiale di san Bartolomeo

La principale caratteristica che contraddistingue questo borgo è la disposizione delle case che, addossate le une alle altre, formano un reticolo di piccole vie percorribili soltanto a piedi. Questa struttura riporta a quella che era la peculiarità dei nuclei rurali di origine medievale, con una tecnica costruttiva originale rimasta inalterata per secoli. Nel borgo vengono organizzate visite guidate le prime domeniche di ogni mese.
In ambito religioso tre sono le chiese presenti. La più antica è la chiesa della Santissima Trinità, posta al limite del centro storico, risalente al XIII secolo e probabilmente fatta costruire da Alberto Acerbis nel 1296. Conosciuta anche con il nome di chiesa dei morti per via delle sepolture in essa racchiuse, custodisce al proprio interno opere di buon pregio, tra cui il trittico pittorico "La Madonna ed i santi Cristoforo e Antonio Abate" eseguito nella seconda parte del XV secolo. Coevo è il bassorilievo ligneo del "Martirio di santo Stefano" , mentre secentesco è il dipinto "Trinità e santi Paolo e Lorenzo", opera di Paolo Piazza, con la tela "san Luigi Gonzaga" dipinta nel XVIII secolo.
La chiesa principale è invece la parrocchiale, dedicata a san Bartolomeo, posta frontalmente alla chiesetta della Trinità, con cui condivide il piccolo sagrato edificata nel 1296. Costruita nel corso del XV secolo sopra il corso di un piccolo torrente per via della totale mancanza di spazi aperti, venne eretta a rango di parrocchiale nell'anno 1471.
All'interno spicca la grandiosa opera, conosciuta come Polittico di Olera, eseguita da Giovan Battista Cima da Conegliano, una delle prime opere del pittore veneto. 

Il polittico è formato da nove pannelli disposti in tre ordini intorno ad una nicchia contenente una statua lignea raffigurante San Bartolomeo, patrono della parrocchia. Il dipinto è racchiuso nella sua originale cornice intagliata e dorata, attribuita a manifattura veneziana. 
Come un'opera di tale importanza abbia potuto giungere in questo piccolo e sperduto borgo non è dato saperlo. Alcune ipotesi al riguardo vedono protagonisti personaggi illustri del tempo quali Guglielmo d'Alzano o Fra Tommaso Acerbis, senza tuttavia escludere qualche emigrante, che potrebbero averla donata al loro paese d'origine.
Nel 1857 l'allora parroco del paese, in cerca di fondi utili alla ristrutturazione della chiesa, pensò addirittura di vendere l'opera. Fortunatamente l'iniziativa fu immediatamente bloccata dalla Commissione d'Arte della Curia vescovile di Bergamo.

La chiesa di san Rocco

I muri perimetrali della chiesa sono ancora quelli della struttura originale, mentre la struttura è stata soggetta ad una sostanziale ristrutturazione nel 1873. In quell'occasione il tetto venne rifatto e rialzato di oltre cinque metri, ed i due altari spostati all'esterno. Anche la facciata venne interessata da importanti modifiche, che la videro assumere una nuova fisionomia in stile neogotico.
Interessanti sono le vetrate, eseguite nella seconda metà del XX secolo da Trento Longaretti, ma anche l'icona "La Madonna del Pollice" situata nell'altare laterale di sinistra attribuita al pittore cretese Rizzo da Candia. Altre opere degne di nota sono i dipinti cinquecenteschi "L'Adorazione dei Magi" e "La discesa dello Spirito Santo nel cenacolo sugli Apostoli e Maria" di Vittoriano Urbini, ma anche il "Martirio di S. Bartolomeo" e "La Deposizione" di Ponziano Loverini.
Poco discosta dall'abitato, raggiungibile soltanto tramite il sentiero che reca verso l'altra frazione di Burro, si trova infine la chiesa di san Rocco. Costruita probabilmente nel XV secolo con navata singola e le caratteristiche della tipica chiesa campestre, possiede dipinti quattrocenteschi attribuibili alla bottega dei Marinoni di Albino.
Numerose sono inoltre le opportunità per chi volesse passare un po' di tempo immerso nella natura, con molti sentieri che si snodano sulle pendici dei monti circostanti. Tra i principali vi sono quelli contrassegnati con segnavia del CAI numero 532 che raggiunge prima il piccolo borgo di Burro e poi la frazione nembrese di Lonno; il 533 che si collega tramite una via Crucis con il monte Solino ed il colle della Maresana; ed infine il 540 che tocca alternativamente il Canto Alto e l'altra frazione alzanese di Monte di Nese.